# Вероніка Баррельє
Вероніка Баррельє (Veronica barrelieri) — вид рослин родини подорожникові (Plantaginaceae), поширений у південній Європі від Італії до Криму.

## Опис
Багаторічна рослина. Стебла 20–45 см заввишки. Рослина вкрита довгими жорсткими білуватими волосками. Насіння еліпсоїдне, 1.1–1.3 × 0.7–0.8 мм. 2n=34.

## Поширення й екологія
Поширений у південній Європі від Італії до Криму.